# 바그노

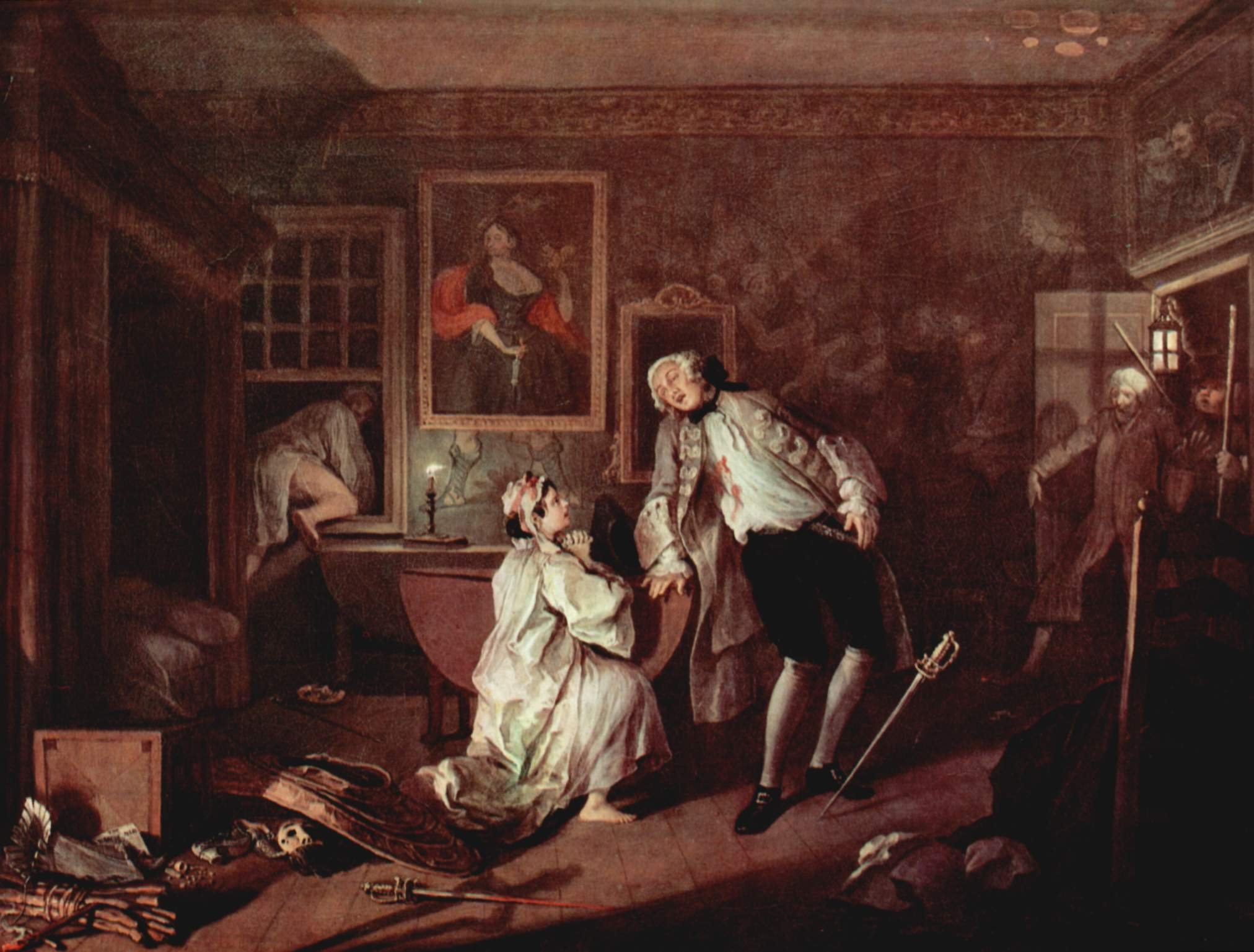
바그노

바그노(이탈리아어: bagno)는 터키, 이탈리아의 목욕탕이다. 원래 터키식 목욕탕이 있는 커피하우스였다. 옛날에는 서아시아, 북아프리카의 노예 감옥을 뜻하기도 했다.